# جيومترية الفراغ المفتوح
جيومترية الفراغ المفتوح أو الفراغ المعماري  هو تحليل العلاقة بين الفراغ الداخلي والخارجي، ولا سيما في العمارة الحديثة، لتحديد الخصائص الدائمة وعناصر التجديد في العمارة المعاصرة. باعتبار الفضاء المعماري مصدر ومنتج للخبرة البشرية. حيث يتم استخدام الهندسة الوصفية كأداة للتحليل المعماري.
بالإشارة إلى تعريف الفراغ المفتوح أو المغلق في الطوبوغرافية, فإن نظرية جورد تؤكد ان خط مغلق، هو الذي لا يتقاطع مع نفسه، ويقسم المستوى الذي ينتمي اليه إلى جزئين: منطقة النقاط الخارجية ومنطقة النقاط الداخلية. إذا كانت منطقة تضم أيضاً محيطها، تكون مغلقة، وتكون مفتوحة إذا كانت خالية من الحدود، وتتألف فقط من نقاط داخلية، أو إذا كان هناك انقطاع ينتج عنة استمرارية بين الداخل والخارج.

## المنطقة المفتوحة
يتم تحديد المنطقة المفتوحة بطريقتين:
- الأولى هي المنطقة التي لا تضمن عنصر دخول، بل تتألف من نقاط داخلية فقط، ولها هوية مستقلة بالنسبة للمحيط، سنسميها فراغ مفتوح مطلق.
- الثانيةهي التي تنص على أن يكون هناك انقطاع في الحدود وبالتالي استمرارية الفراغ بين الداخل والخارج، ونطلق علية فراغ مفتوح مستمر.

والمنطقة المفتوحة هي الحدود التي تدير العلاقة بين الخارج والداخل، الفراغ الطوبوغرافي المفتوح هو فراغ، ضمن حدوده، يشمل المساحات الداخلية والخارجية، الفتح سيكون أكثر فعالية، كلما تكون الحدود ذائبة (dissolved) وغير مادية (dematerialized).
يجب علينا أن نسأل ماذا هو معنى حدود فراغ مفتوح. المعنى هنا هو مفهوم كعناصر معمارية مادية، مثل الجدار الخارجي لمنزل الفناء الصيني، الذي هو عنصر طبيعي أيضاً ومنظر غير محدود مادياً، ولكنة ذات إدراك قوي في تكوين الفراغ، وكما سنرى لاحقا في فيلا فارنسورث لميس فان دي روه.

## روابط خارجية
- جيومترية الفراغ المفتوح
- Spazio topologico aperto